# جوردن ستيفنز
جوردن ستيفنز (بالإنجليزية: Jordan Stevens) هو لاعب كرة قدم بريطاني في مركز الوسط، ولد في 25 مارس 2000 في غلوستر في المملكة المتحدة. لعب مع ليدز يونايتد.

## وصلات خارجية
- جوردن ستيفنز على موقع قاعدة بيانات كرة القدم.إي يو (الإنجليزية)
- جوردن ستيفنز على موقع Soccerbase.com (لاعب) (الإنجليزية)
- جوردن ستيفنز على موقع Soccerway.com (الإنجليزية)